# Warunek
Warunek – zawarte w treści czynności prawnej zastrzeżenie, które uzależnia powstanie lub ustanie skutku prawnego od zdarzenia przyszłego i niepewnego.
Zdarzenie przyszłe jest niepewne wtedy, gdy:
- strony nie mają wpływu na jego ziszczenie się (np. klęska żywiołowa, wypadek),
- ale także, gdy od decyzji jednej lub obu stron zależy jego spełnienie się.

Warunek należy odróżnić od zastrzeżenia, uzależniającego skutek czynności prawnej od tego, czy strona zechce zobowiązanie wykonać – w takim przypadku czynność prawna nie została w ogóle dokonana ze względu na brak stanowczej decyzji wywołania skutków prawnych. Warunkiem nie jest także zastrzeżenie, które uzależnia skuteczność czynności prawnej od zdarzenia, które na pewno nastąpi, lub które nastąpiło przez dokonaniem czynności prawnej, a strony o tym nie wiedziały.
Warunkowo uprawniony ma prawo wykonywać wszelkie czynności zmierzające do zachowania jego prawa. Prawa drugiej strony są odpowiednio ograniczone – nie może ani w drodze czynności faktycznych ani prawnych doprowadzić do tego, że uprawniony warunkowo nie mógłby skorzystać ze swego prawa w razie ziszczenia się warunku.
Polskie prawo pozwala na umieszczanie warunków w każdej czynności prawnej z zastrzeżeniem wyjątków przewidzianych w ustawie, lub wynikających z właściwości czynności prawnej.

## Rodzaje warunków
a) zawieszający – skuteczność czynności prawnej zostaje odsunięta w czasie; warunek niemożliwy oraz warunek przeciwny ustawie lub zasadom współżycia społecznego pociąga za sobą nieważność czynności prawnej;
b) rozwiązujący – zaistnienie zdarzenia prawnego niepewnego kończy skuteczność prawną czynności prawnej; warunek niemożliwy oraz warunek przeciwny ustawie lub zasadom współżycia społecznego uważa się za nieistniejący.

## Ziszczenie się warunku
Jeśli warunek się ziści, a czego innego nie zastrzeżono – od tego momentu (ex nunc):
- przy warunku zawieszającym – powstają skutki czynności prawnej
- przy warunku rozwiązującym – ustają skutki czynności prawnej.

Jeżeli warunek się nie ziści – stan prawny z chwili zawarcia czynności prawnej stabilizuje się; po jednej stronie wygasa uprawnienie warunkowe, po drugiej stronie wygasa ograniczenie praw podmiotowych związanych z tym warunkiem.

## Fikcja skuteczności warunku
Prawo wprowadza dwie fikcje skuteczności warunków:
- gdy strona, której zależy na nieziszczeniu się warunku, przeszkodzi w sposób, który jest sprzeczny z zasadami współżycia społecznego w ziszczeniu warunku, następują takie skutki, jakby się warunek ziścił;
- gdy strona, której zależy na ziszczeniu się warunku, doprowadzi - w sposób sprzeczny z zasadami współżycia społecznego - do ziszczenia się warunku, następują skutki takie, jakby warunek się nie ziścił.

## Warunek potestatywny
Warunek potestatywny – warunek, którego ziszczenie się zależy od woli stron (zależy, ale nie zależy wyłącznie – porównaj z zastrzeżeniem umownym).